# Donaldson Air Force Base
Pour les articles homonymes, voir Donaldson.
Donaldson Air Force Base est une ancienne base de l'United States Air Force fondée en 1942 près de Greenville en Caroline du Sud. Ses installations sont aujourd'hui utilisées par un aéroport civil, Donaldson Center Airport (en).

## Histoire
Elle a été fondée en 1942 sous le nom de « Greenville Army Air Base » pour servir de bases d'entrainements pour des équipages de bombardiers pendant la Seconde Guerre Mondiale.
Elle a été renommée « Greenville Air Force Base » en 1947, puis « Donaldson Air Force Base » en 1951 en hommage à John Owen Donaldson (en), un as de la Première Guerre mondiale (1897-1930). Elle a abrité le quartier général[réf. souhaitée] du Military Air Transport Service et plusieurs wings de transport. Elle a été fermée en janvier 1963 et transférée au comté de Greenville, qui l'a rouverte pour le service civil sous le nom de Donaldson Center Airport (en).

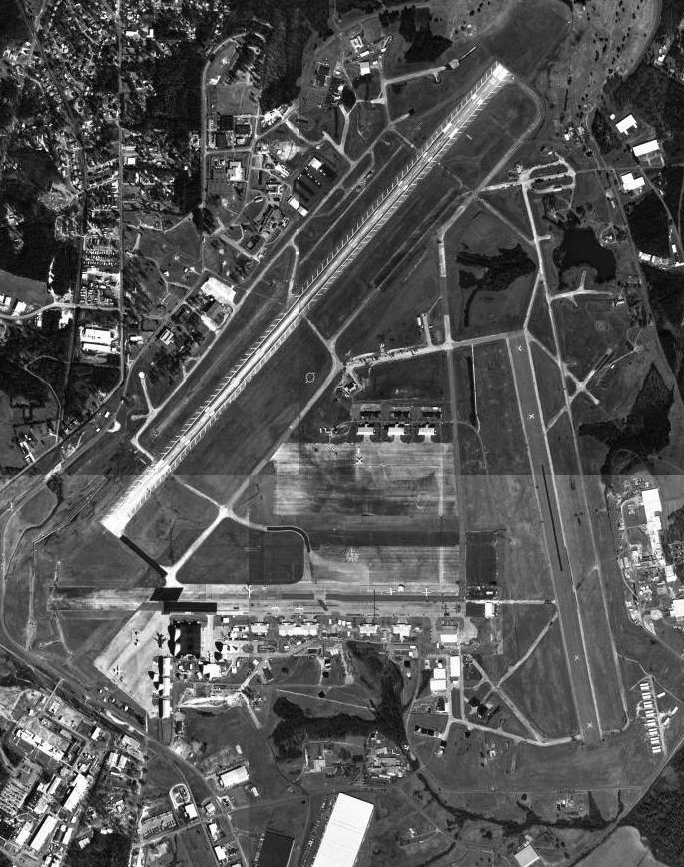
Donaldson Center Airport en 1994.

Depuis 2014, Donaldson Center Airport (en) abrite quelques installations de l'Army National Guard de Caroline du Sud et depuis 2019 une unité de productions de F-16 de Lockheed Martin.